# الكسندر شيلي
الكسندر شيلي (بالإنجليزية: Alexander Shelley)‏ هو موزع بريطاني، ولد في 8 أكتوبر 1979 في لندن في المملكة المتحدة.

## وصلات خارجية
- الكسندر شيلي على موقع ميوزك برينز (الإنجليزية)
- الكسندر شيلي على موقع أول ميوزيك (الإنجليزية)
- الكسندر شيلي على موقع ديسكوغز (الإنجليزية)